# Istállós-kő
L'Istállós-kő [iʃta:llo:ʃkøː], culminant à 959 m d'altitude, est un sommet considéré jusqu'en 2014 comme le point culminant du massif du Bükk dans les Carpates occidentales de Hongrie. Il est situé près de la localité de Szilvásvárad dans le comitat de Heves.
Les grottes d'Istállóskő ainsi que celles de Subalyuk et de Szeleta contiennent des vestiges archéologiques.
Début 2014, des mesures GPS ont mis en évidence une élévation à 961 mètres d'altitude à quelques centaines de mètres au nord-est du sommet traditionnel. Nommée parfois Kettős-bérc, elle a été officiellement baptisée Szilvási-kő,.